# Acerodon macklotii
Acerodon macklotii is een vleermuis uit de familie vleerhonden die voorkomt op de Indonesische en Oost-Timorese eilanden Lombok, Soembawa, Flores, Alor, Soemba en Timor. Verschillende populaties worden als aparte ondersoorten opgevat, maar of die ondersoorten werkelijk bestaan is onduidelijk. Waarschijnlijk is deze soort het nauwst verwant aan Acerodon celebensis, die net als A. macklotii nauwelijks een anterolinguale knobbel heeft op de vierde valse kies in de bovenkaak (P4) en de eerste bovenkies (M1). A. macklotii heeft een duidelijk verlengde M1, net als sommige Pteropus-soorten. De totale lengte bedraagt 220 tot 238 mm, de voorarmlengte 139,5 tot 148,6 mm, de oorlengte 32 tot 34 mm, de vleugelspanwijdte 937 tot 1070 mm en het gewicht 450 tot 565 g. De soort werd in 1837 als Pteropus macklotii benoemd door Coenraad Jacob Temminck.
Acerodon celebensis · Acerodon humilis · Filipijnse vliegende hond · Acerodon leucotis · Acerodon mackloti